# Çaylaqqala
Çaylaqqala est un village d'Azerbaïdjan faisant partie du raion de Khojavend. Elle fut jusqu'en 2020, une communauté rurale de la région de Hadrout, au Haut-Karabagh, sous le nom de Khtsaberd (en arménien Խծաբերդ). Elle compte 143 habitants en 2005.